# Открытое море

Международные воды - это районы, обозначенные на этой карте темно-синим цветом, т.е. за пределами исключительной экономической зоны, которые выделены светло-синим цветом

Откры́тое мо́ре (междунаро́дные во́ды) — морское пространство, находящееся за внешними пределами территориального моря, на которое не распространяется суверенитет какого-либо государства или государств, и находящееся в общем и равноправном пользовании всех народов. 
Для определения открытого моря важны оба его признака:
1. оно не подчинено суверенитету какого-либо государства (государств и стран);
2. оно находится за пределами территориального моря.

Таким образом, прилежащая зона и исключительная экономическая зона представляют собой районы открытого моря со специфическим правовым режимом.

## Пользование водами открытого моря
Пользование водами открытого моря осуществляется на основе общепризнанного в международном праве императивного принципа свободы открытого моря, устанавливающего, что никакое государство не вправе распространять свой суверенитет на какую-либо часть открытого моря и воздушного пространства над ним или препятствовать другим государствам пользоваться свободами открытого моря. Этот принцип закреплен и конкретизирован Конвенцией об открытом море 1958 года и Конвенцией ООН по морскому праву 1982 года

## Свободы открытого моря
Свободы открытого моря не являются абсолютными и осуществляются в соответствии с условиями, закрепленными в Конвенции ООН по морскому праву (Статьи 87 и 89).
Свободы открытого моря включают в себя:
- свободу судоходства;
- свободу полётов;
- свободу прокладывать подводные кабели и трубопроводы;
- свободу возводить искусственные острова и другие установки, допускаемые в соответствии с международным правом;
- свободу рыболовства и морского промысла;
- свободу научных исследований
- другую.

### Свобода судоходства
Свобода судоходства означает, что суда под флагами как прибрежных государств, так и государств, не имеющих выхода к морю, имеют право плавания в открытом море.
Военные корабли пользуются в открытом море полным иммунитетом от юрисдикции какого-либо государства, кроме государства флага. Иммунитет военного корабля не означает предоставление ему неограниченных прав. Так, в исключительной экономической зоне государства военным кораблям иных государств запрещено проводить без разрешения властей прибрежного государства боевые стрельбы, глубинные бомбометания и тому подобное.

### Международные водные пути
Несколько международных договоров установили свободу судоходства в полузамкнутых морях.
- Копенгагенская конвенция 1857 года открыла доступ к Балтийскому морю, отменив проходные пошлины и сделав Датские проливы международным водным путём, свободным для всех торговых судов. Кроме того, Королевский указ 1999 года регулирует доступ иностранных военных кораблей в датские воды[4][5][6].
- Несколько конвенций открыли Босфор и Дарданеллы для судоходства. Последняя из них, Конвенция Монтрё о режиме проливов, сохраняет статус проливов как международных водных путей.

Другие международные договоры открыли доступ к рекам, которые традиционно не являются международными водными путями.
- Бассейн реки Рио-де-ла-Плата, включая реки Парана, Уругвай и Парагвай, по закону открыт для всех международных торговых судов без ограничений. В частности, он обеспечивает морской доступ к Парагваю и Боливии, не имеющим выхода к морю.
- Река Дунай является международным водным путём, благодаря которому Германия и Хорватия, а также не имеющие выхода к морю Австрия, Словакия, Венгрия, Сербия и Молдова могут иметь безопасный доступ к Чёрному морю.

## Споры из-за международных вод
К текущим нерешённым спорам о том, являются ли определённые воды «международными», относятся:
- Северный Ледовитый океан: в то время как Канада, Дания, Россия и Норвегия считают части арктических морей национальными водами или внутренними водами, большинство стран Европейского союза и Соединённые Штаты официально считают весь регион международными водами. Северо-Западный проход через Арктический архипелаг является одним из наиболее ярких примеров: Канада считает его внутренними водами, в то время как Соединённые Штаты и Европейский союз считают его международным проливом.
- Южный океан: притязания Австралии на исключительную экономическую зону (ИЭЗ) в Антарктиде оспариваются Японией.
- Окинотори: притязания Японии на исключительную экономическую зону вокруг Окинотори оспариваются Китаем, Южной Кореей и Тайванем.
- В Южно-Китайском море: существуют разногласия между Брунеем, Китаем, Индонезией, Малайзией, Филиппинами, Тайванем и Вьетнамом.